# BoJack Horseman
BoJack Horseman es una serie de televisión estadounidense de animación para adultos, creada por Raphael Bob-Waksberg para la plataforma digital Netflix. Trata la historia de BoJack, un caballo antropomorfo que triunfó en los años 1990 con una telecomedia y que actualmente es incapaz de reconducir su vida profesional y personal. A través de un marco ambientado en el mundo del espectáculo de Hollywood, los episodios abordan complejos conflictos personales y tienen un hilo narrativo serializado.
La serie se estrenó el 22 de agosto de 2014 y se han emitido seis temporadas hasta su conclusión en 2020. La versión original ha contado en el elenco de actores de voz con Will Arnett, Aaron Paul y Alison Brie.

## Argumento
En un mundo donde humanos y animales antropomorfos conviven, el personaje principal de la serie es el caballo BoJack Horseman (Will Arnett), protagonista de la telecomedia Horsin' Around en la década de 1990. Después de años de decadencia y una tormentosa vida personal, se propone volver al candelero a través de una autobiografía para la que contará con ayuda de una escritora fantasma, Diane Nguyen (Alison Brie). BoJack también tendrá que lidiar con las exigencias de su exnovia y agente, la gata Princess Carolyn; su compañero de piso Todd Chávez y su amienemigo Mr. Peanutbutter, un perro labrador que es novio de Diane y triunfó con una sitcom muy similar a Horsin' Around. La mayor parte de la trama se desarrolla en «Hollywoo», una parodia de Hollywood, California.
Además de estos personajes ficticios, la serie cuenta con cameos de actores que se interpretan a sí mismos, como Margo Martindale, Naomi Watts o Wallace Shawn entre otros.
BoJack Horseman es una de las primeras series de animación en Estados Unidos con un hilo narrativo serializado, donde los sentimientos de los protagonistas evolucionan conforme avanza la trama. Will Arnett, actor de voz de BoJack, la ha definido de la siguiente forma: «La paradoja es que los animales protagonizan una comedia cruda sobre la condición humana y sobre una persona que no sabe avanzar (...) Parodiamos lo absurdo de este mundo interesado en las bajezas de los famosos. Es lo más dramático que he hecho. Raphael Bob-Waksberg y yo salimos de la grabación hechos polvo».

## Producción
BoJack Horseman es una serie de televisión creada por el humorista Raphael Bob-Waksberg, en colaboración con la dibujante Lisa Hanawalt. Ambos son amigos desde el instituto y ya habían trabajado juntos en proyectos como el webcómic Tip Me Over, Pour Me Out (2006). Además, Raphael había formado parte de un grupo cómico de Nueva York especializado en sketches de internet, Olde English.
A finales de 2010, Bob-Waksberg se había mudado a Los Ángeles. La idea para crear BoJack Horseman vino de su amiga Hanawalt, quien le había enviado un libro con dibujos de animales protagonizado por un caballo antropomorfo. Aquellos bocetos le inspiraron para diseñar un proyecto de serie de animación para adultos ambientado en el mundo del espectáculo, en el que humanos y animales convivirían:
«Me acababa de mudar a Los Ángeles desde Nueva York, no conocía a nadie y estaba viviendo en una casa en las Colinas de Hollywood que era del amigo de un amigo. (...) Recuerdo estar sentado en el escritorio, viendo la panorámica de Hollywood, y me sentía como en la cima del mundo, pero también sentía que nunca había estado tan solo y aislado. Eso me dio la idea de explorar un personaje que había tenido todos los éxitos del mundo y aún así seguía sin encontrar la forma de ser feliz. Combiné mi melancolía con los dibujos de animales de Lisa, y eso fue realmente la base del argumento».
Después de convencer a Hanawalt para que trabajara con él en Los Ángeles como jefa de diseño, Bob-Waksberg presentó el proyecto al fondo de capital inversión The Tornante Company, fundado por Michael Eisner. Una vez obtuvieron el visto bueno de Tornante, se trabajó en un episodio piloto con el estudio de animación ShadowMachine (responsable de Robot Chicken) y un elenco de actores de voz liderado por Will Arnett (Arrested Development) y Aaron Paul (Breaking Bad) como coproductores. El resultado final fue presentado a Netflix en 2013 y la plataforma digital se hizo con los derechos de emisión, otorgándoles además plena libertad creativa para hacer una temporada de 12 episodios. BoJack Horseman se convirtió así en la primera «serie original Netflix» de animación para adultos.
Según Lisa Hanawalt, la idea de mezclar humanos con animales antropomorfos responde a que:
«El antropomorfismo es usado por los caricaturistas para aumentar lo absurdo; mis esculturas no sólo funcionan como "modismos visuales" o lo que demonios esté intentando hacer».
La primera temporada se estrenó al completo el 22 de agosto de 2014. A su conclusión el 31 de enero de 2020 se han emitido 77 episodios en seis temporadas.

## Personajes
La siguiente lista solo recoge los actores protagonistas de todas las temporadas:

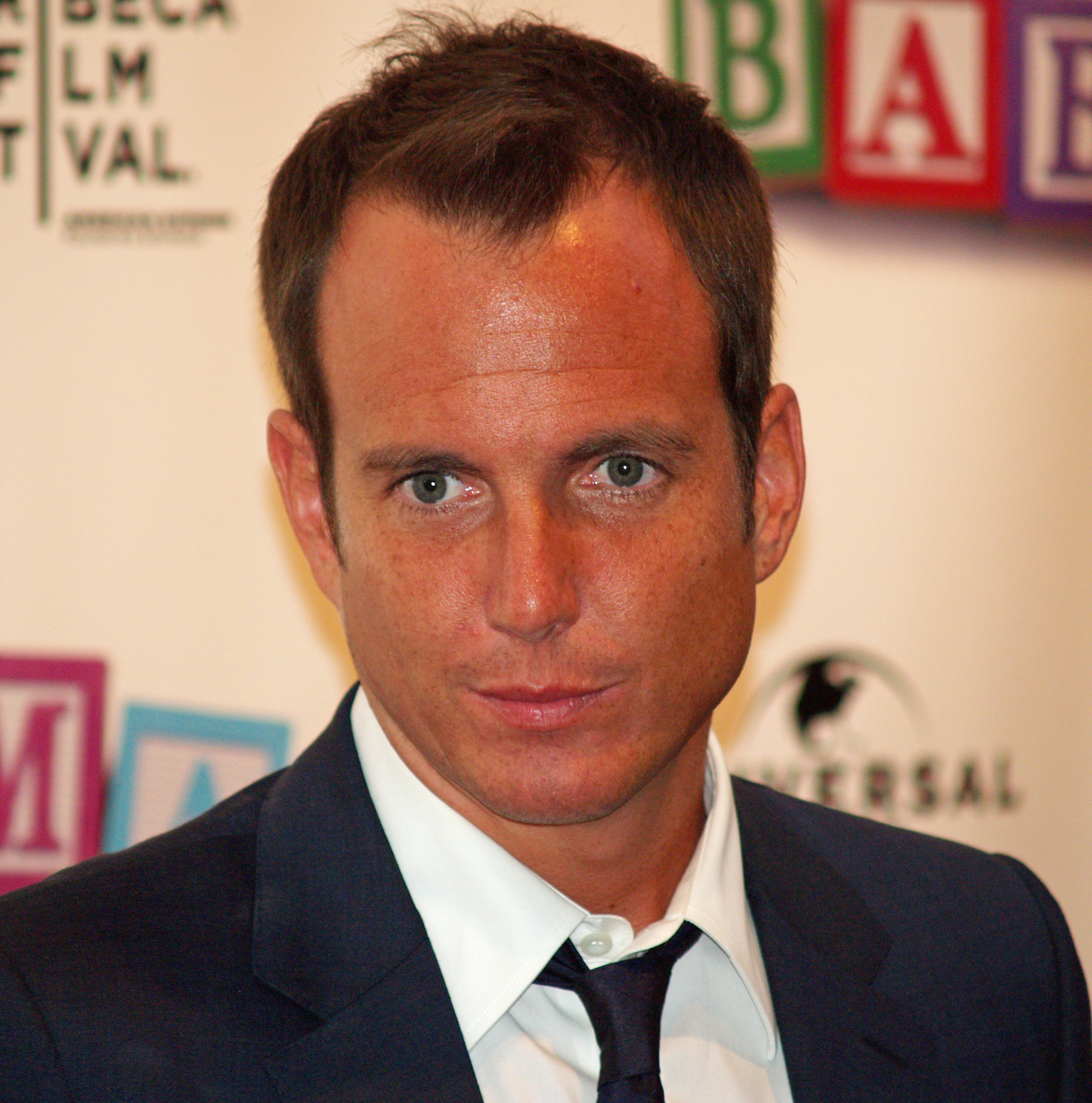
Will Arnett interpreta a BoJack.

- BoJack Horseman (Will Arnett): BoJack es un caballo que alcanzó la fama en los años noventa con la telecomedia Horsin' Around, el único éxito de su carrera. Desde que su programa fue cancelado, BoJack ha vivido abrumado por la frustración, el resentimiento y el odio a sí mismo. Aunque es una persona con una tormentosa vida personal, incapaz de reconocer abiertamente sus problemas o de comprometerse en una relación, también es alguien capaz de tomar decisiones inteligentes y que quiere ser feliz.
- Diane Nguyen (Alison Brie): Diane es la escritora fantasma que redacta la autobiografía de BoJack Horseman. Es una mujer vietnamo-americana de Boston, feminista de tercera ola e intelectual incomprendida que vive con su pareja, el actor y antigua estrella de telecomedias Mr. Peanutbutter. A lo largo de la serie desarrolla una fuerte amistad con BoJack que sin embargo se complica cuando él se enamora de ella.
- Mr. Peanutbutter (Paul F. Tompkins): Es un labrador retriever, pareja de Diane y amienemigo de BoJack. Su rivalidad comenzó cuando protagonizaba la telecomedia Mr. Peanutbutter's House, con un argumento idéntico al de Horsin' Around. A pesar de esta rivalidad, Mr. Peanutbutter trata de mantener una buena relación con BoJack y le profesa una admiración no correspondida. Su personalidad es la antítesis de BoJack, al ser alguien positivo, amistoso y extremadamente inocente.
- Princess Carolyn (Amy Sedaris): Es una gata persa rosa, agente de BoJack y su exnovia. Tiene un carácter manipulador y agresivo, en especial cuando desempeña su trabajo, y muchos problemas para separar la vida personal de la profesional.
- Todd Chávez (Aaron Paul): Joven de 24 años sin trabajo ni propósitos en la vida, que se instaló en casa de BoJack después de una fiesta. Al no ser capaz de conseguir que se marchara, Todd vive gratis en el sofá de su sala desde hace cinco años. Aunque pueda parecer que BoJack lo desprecia, en realidad mantiene una relación de dependencia y siempre hará lo posible para que Todd esté cerca de él. El carácter de este personaje es absurdo, despreocupado y problemático, con tendencia a complicarse la vida cuando sus amigos no están cerca. A partir de la cuarta temporada Todd se identifica como asexual. Según el actor que le interpreta, es el primer personaje con esta orientación sexual de la televisión.[7][8][9]

## Episodios
Al igual que sucede en otras series originales de Netflix, las temporadas se suben al completo el día del estreno. La primera se centra en la autobiografía de BoJack, mientras que la segunda trata el rodaje de una película sobre el caballo de carreras Secretariat. Además, el 19 de diciembre de 2014 se estrenó el episodio especial de Navidad «Sabrina's Christmas Wish», en el que BoJack y Todd ven un especial navideño de la teleserie Horsin' Around.
| Personaje         | Actor de voz original | Actor de doblaje  | Actor de doblaje   |
| ----------------- | --------------------- | ----------------- | ------------------ |
| BoJack Horseman   | Will Arnett           | Gustavo Mena      | Luis Bajo          |
| Todd Chávez       | Aaron Paul            | Jamie Aymerich    | Juan Amador Pulido |
| Diane Nguyen      | Alison Brie           | Fabiola Stevenson | Olga Velasco       |
| Princessa Carolyn | Amy Sedaris           | Ivette Gonzales   | Ana Jiménez        |
| Sr. Peanutbutter  | Paul F. Tompkins      | Eduardo Iduñate   | Eduardo Del Hoyo   |

| Temporada | Temporada | Episodios | Episodios           | Lanzamiento original     | Lanzamiento original     |
| --------- | --------- | --------- | ------------------- | ------------------------ | ------------------------ |
|           | 1         | 12        | 12                  | 22 de agosto de 2014     | 22 de agosto de 2014     |
|           | Especial  | Especial  | Especial            | 19 de diciembre de 2014  | 19 de diciembre de 2014  |
|           | 2         | 12        | 12                  | 17 de julio de 2015      | 17 de julio de 2015      |
|           | 3         | 12        | 12                  | 22 de julio de 2016      | 22 de julio de 2016      |
|           | 4         | 12        | 12                  | 8 de septiembre de 2017  | 8 de septiembre de 2017  |
|           | 5         | 12        | 12                  | 14 de septiembre de 2018 | 14 de septiembre de 2018 |
|           | 6         | 16        | 8                   | 25 de octubre de 2019    | 25 de octubre de 2019    |
| 8         | 6         | 16        | 31 de enero de 2020 | 31 de enero de 2020      |                          |

## Recepción
La crítica especializada ha valorado el conjunto de BoJack Horseman de forma positiva, si bien es cierto que los primeros episodios, en los que se da a conocer la personalidad de los protagonistas, recibieron una evaluación menor. Como Netflix sube todos los episodios de las temporadas a la vez, la revista Indiewire recomienda ver la primera temporada entera antes de sacar conclusiones precipitadas: «la sátira aguda, que parte de la personalidad encantadora de los animales, toma un oscuro e inesperado giro en la mitad de la primera temporada; un cambio de rumbo que no solo salva a esta serie de la mediocridad, sino que la convierte en una de las mejores de 2014».
Del mismo modo, la revista cultural Slate asegura que «quizá destaque más por su humor inteligente que por los momentos para la carcajada, pero es una serie muy ingeniosa y, además, se ajusta al absurdo modelo de fama de bajo nivel que rodea a BoJack (...) para ser una serie de dibujos animados sobre un caballo, BoJack Horseman se siente más cómoda en la oscuridad y el profundo vacío de la soledad que siente su principal protagonista».
El periódico británico The Guardian ha definido BoJack Horseman como «un drama a fuego lento sobre la hipocresía y estupidez que rodea a Hollywood», del que destaca la complejidad de las relaciones entre personajes y su carácter puramente dramático con toques de humor. Por su parte, el diario español El País la incluyó en su lista de recomendaciones por el lanzamiento de Netflix en España.